# Cour suprême des Bahamas
La Cour suprême des Bahamas, instituée en 1896, est la troisième plus haute juridiction des Bahamas.
Les recours formés par la Cour suprême peuvent être rejetés par la Cour d'appel, qui est la plus haute juridiction nationale des Bahamas ; les recours formés par l'une ou l'autre de ces juridictions peuvent être adressés au Comité judiciaire du Conseil privé, qui est la plus haute juridiction du pays.